# Exalphus colasi
Exalphus colasi là một loài bọ cánh cứng trong họ Cerambycidae.